# Saint-Martin-de-Castillon
Saint-Martin-de-Castillon là một xã trong tỉnh Vaucluse thuộc vùng Provence-Alpes-Côte d’Azur ở đông nam nước Pháp. Xã này nằm ở khu vực có độ cao trung bình 486 mét trên mực nước biển.
Sông Calavon chảy theo hướng tây qua thị trấn, tạo thành ranh giới phía tây.